# New Day (singel)
New Day – singel amerykańskiego rapera 50 Centa, który początkowo promował album pt. Street King Immortal, jednak w późniejszym czasie usunięto go z projektu. Utwór wydano 27 lipca 2012 r. i został wyprodukowany przez Dr. Dre, który także był gościem wspólnie z Alicią Keys.

## Lista utworów
Źródło.
1. „New Day” (gości. Dr. Dre & Alicia Keys) – 4:24

## Notowania
| Lista przebojów (2012)                    | Najwyższa pozycja |
| Australia (ARIA Charts)                   | 44                |
| Kanada (Canadian Hot 100)                 | 43                |
| Francja (SNEP)                            | 109               |
| Niemcy (Media Control Charts)             | 53                |
| Japonia (Japan Hot 100)                   | 52                |
| Dania (Single Top 100)                    | 92                |
| Słowacja (Rádio Top 100)                  | 31                |
| Stany Zjednoczone (Hot 100)               | 79                |
| Stany Zjednoczone (Hot R&B/Hip-Hop Songs) | 43                |
| ----------------------------------------- | ----------------- |